# 波尼亚纳拉廖
波尼亚纳拉廖（義大利語：Pognana Lario），是意大利科莫省的一个市镇。总面积4平方公里，人口808人，人口密度202.0人/平方公里（2009年）。ISTAT代码为013186。

## 外部链接

Pognana Lario
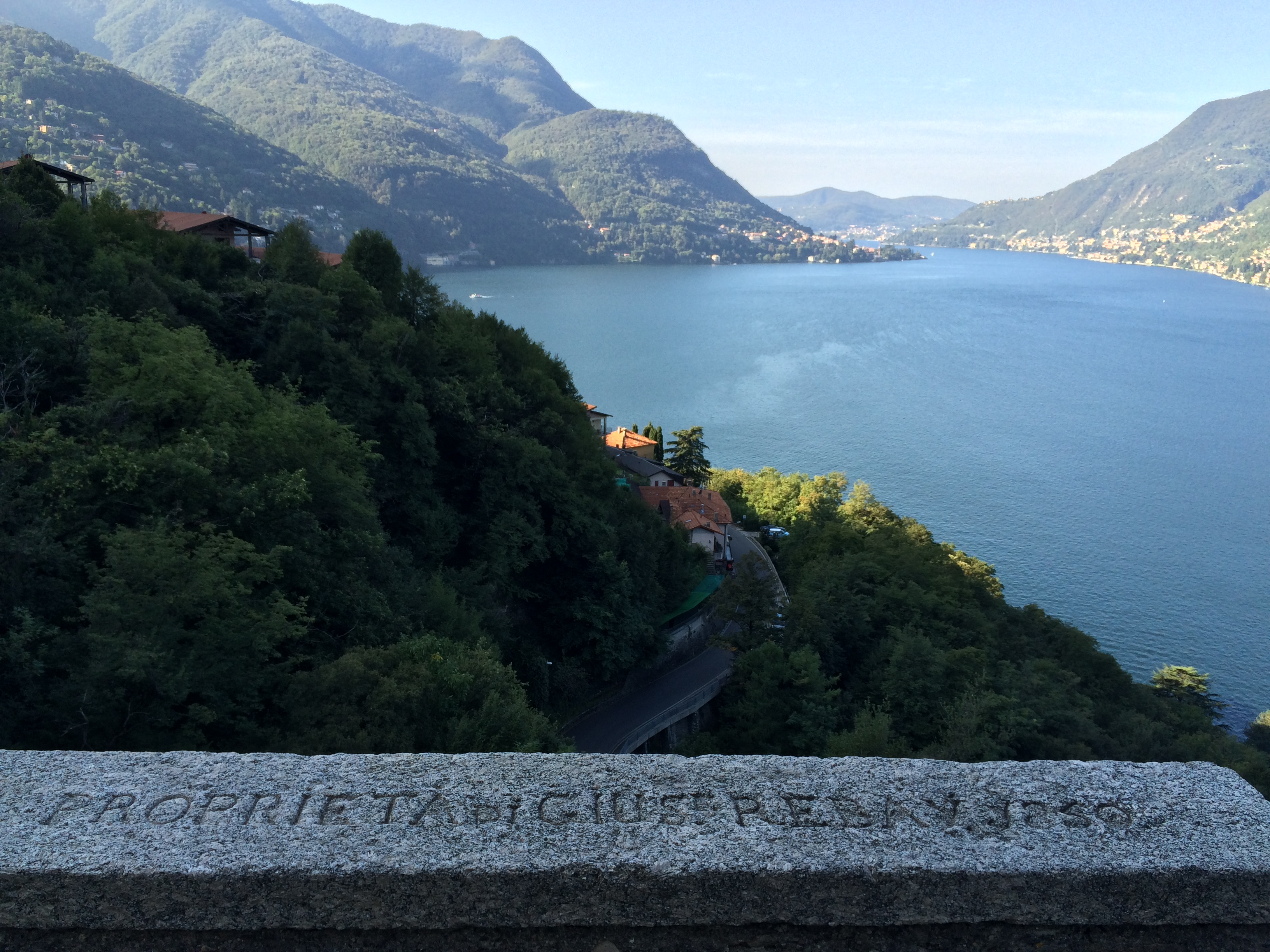
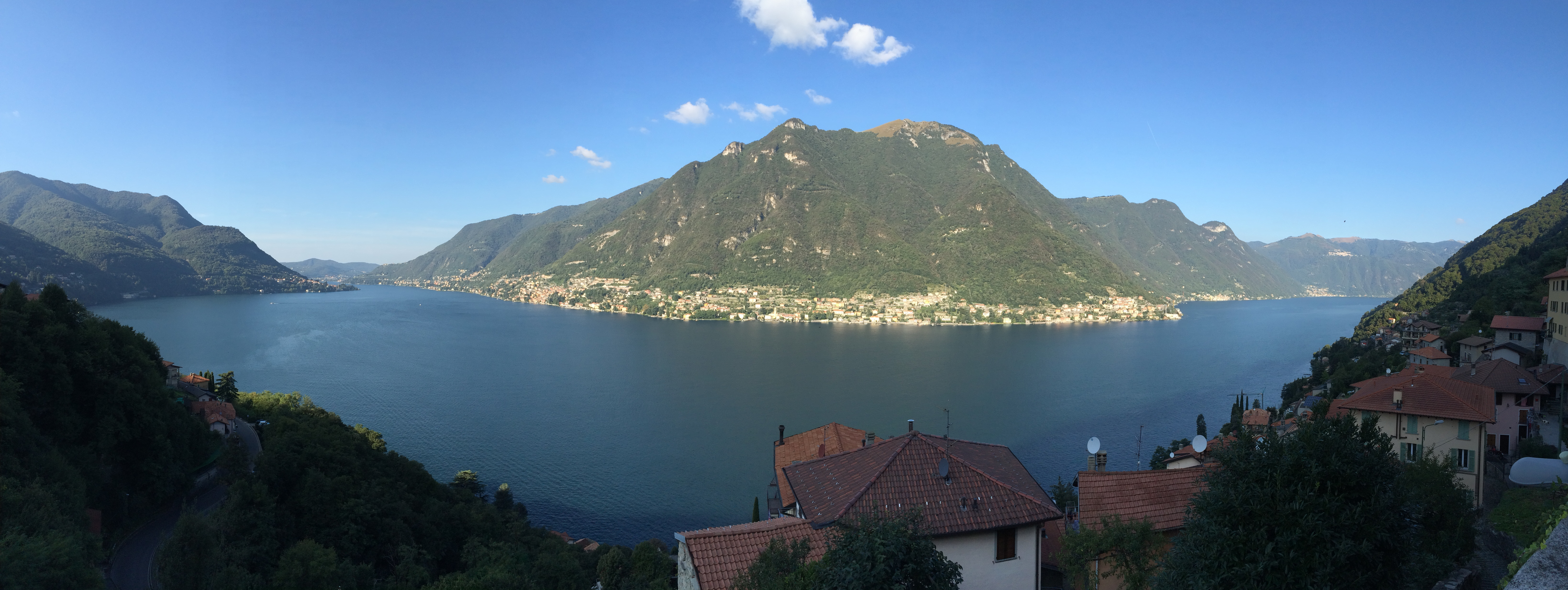
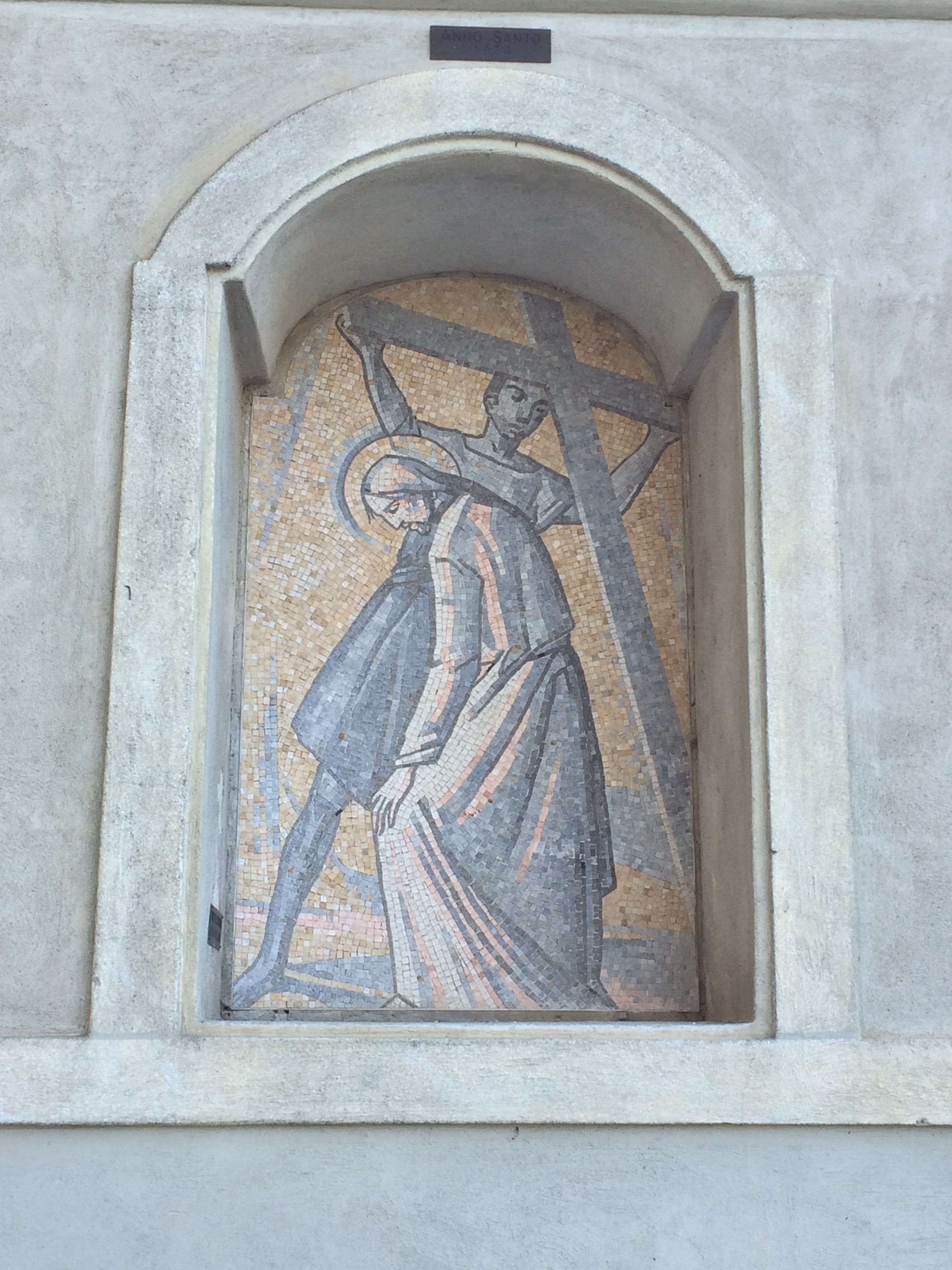
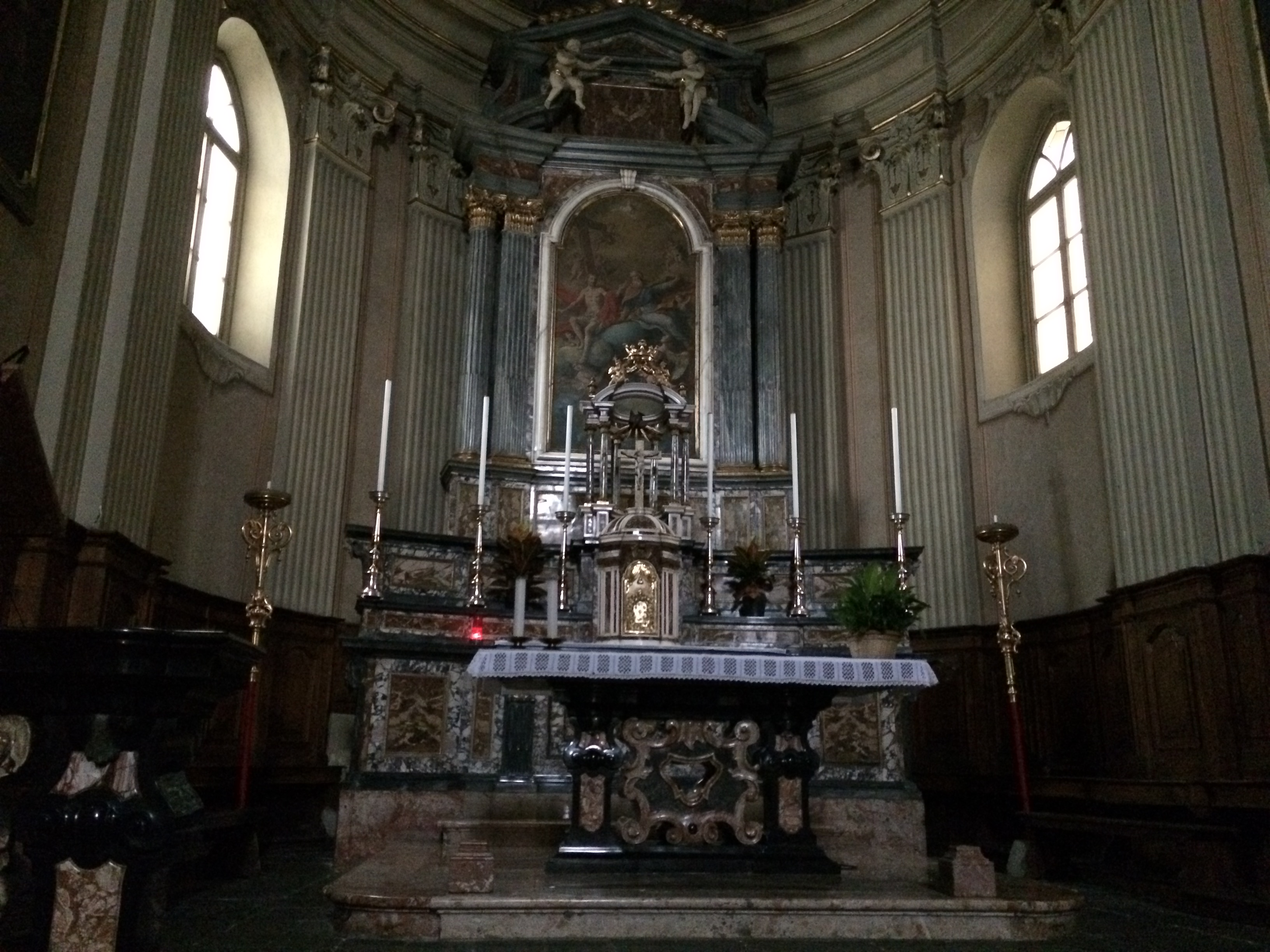
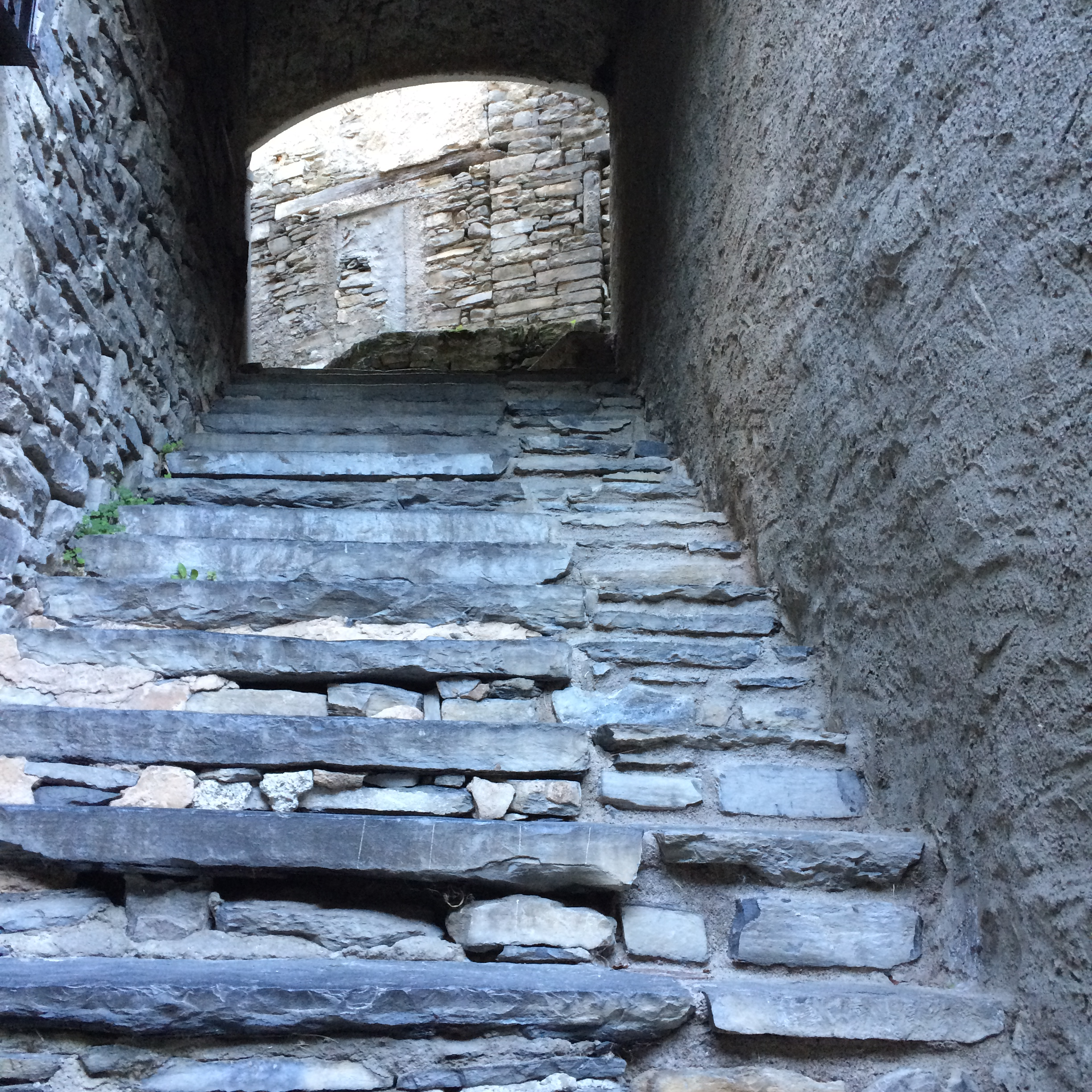